# Mostar
Mostar uttal (fil) är en stad i regionen Hercegovina i Bosnien-Hercegovina. Mostar är mest känd för den ikoniska gamla bron "Stari most" och har fått sitt namn efter vakterna som vaktade bron som kallades för Mostari. Most betyder bro och star betyder gammal, därav namnet ”Stari Most”. Stadens historia har haft stort inflytande av olika stormakter såsom Osmanska riket (1452–1878) och Österrike ungerska (1878–1918) riket. Genom tiderna har olika stormakter försökt lämna sina avtryck och gynna sin egen agenda. Därigenom finns många olika religioner i Mostar och på övriga Balkan. Detta är speciellt tydligt i Mostars fall. Staden är byggd kring floden Neretva över vilken gamla bron är byggd. Mostar är även känd för att vara en av Hercegovinas mest attraktiva turistorter och för de hårda striderna mellan kroater och bosniaker under Bosnienkriget, i det som kallas slaget om Mostar.
Innan kriget som bröt ut 1992 hade Mostar med omnejd omkring 126 000 invånare och vid 2013 års folkräkning hade staden 105 797 invånare. Staden är i dag befolkad av etniska kroater och bosniaker som befolkar varsin sida om floden Neretva. Under kriget var Mostar under belägring av serbiska styrkor som bombade staden från sina ställningar. Vid inbördeskrigets utbrott var cirka 16 procent av Mostars invånare serber, men under kriget fördrevs serberna till orter där serbisk befolkning var i majoritet. Deras flytt hade ingenting att göra med kristna och muslimska styrkor.Den enda serbisk ortodoxa katedralen som funnits i staden brändes efter att serbiska styrkor hade bränt alla moskéer som fanns öster om floden Neretva. Katedralen hade byggts under 1700-talet . Väldigt få serber har återvänt till staden efter kriget. Många byggnader har fått skador under kriget och byggts om efteråt.

## Sevärdheter
Mostar anses av många vara en av de vackraste städerna i Bosnien och Hercegovina med en gammal osmansk arkitektur kombinerad med österrikisk stil. Den berömda bron Stari most från 1500-talet förstördes den 9 november 1993 av kroatiska styrkor (HVO). Efter kriget rekonstruerades den efter donationer från USA, Kroatien, Nederländerna, Italien samt Turkiet och kunde återinvigas 23 juli 2004.
Med sina många sevärdheter drar Mostar till sig turister från hela världen. 12 kilometer söder om Mostar finns staden Blagaj med Europas största källa floden Buna, staden Počitelj med sin turkiska arkitektur, vattenfallet Kravice och många andra intressanta platser.

## Klimat och näringsliv
Staden har 320 soldagar om året och ett typiskt medelhavsklimat. Medeltemperaturen under vintern är +10. Området omkring Mostar är känt för odlingar av vindruvor, tobak, fikon, klementiner och många andra fruktsorter som inte kan odlas i resten av Bosnien som har ett strängare klimat. 
Under sommaren är staden en av de varmaste i Bosnien-Hercegovina och i hela regionen med temperaturer som ibland når över 40 grader Celsius. 
|                                            | Jan | Feb  | Mar  | Apr  | Maj  | Jun  | Jul  | Aug  | Sep  | Okt  | Nov  | Dec |
| ------------------------------------------ | --- | ---- | ---- | ---- | ---- | ---- | ---- | ---- | ---- | ---- | ---- | --- |
| Normaldygnets maximitemperaturs medelvärde | 8,4 | 10,8 | 14,6 | 19,0 | 24,0 | 27,6 | 31,1 | 30,8 | 26,9 | 21,0 | 14,5 | 9,7 |
| Normaldygnets minimitemperaturs medelvärde | 1,9 | 3,2  | 5,4  | 8,4  | 12,5 | 15,8 | 18,6 | 18,4 | 15,3 | 11,2 | 6,7  | 3,3 |
|                                            |     |      |      |      |      |      |      |      |      |      |      |     |
| Nederbörd                                  | 165 | 151  | 150  | 127  | 102  | 78   | 43   | 74   | 96   | 151  | 200  | 179 |

| Diagram | temperaturer i °C • månadsnederbörd i mm • Källa: World Meteorological Organisation (UN) | temperaturer i °C • månadsnederbörd i mm • Källa: World Meteorological Organisation (UN) | temperaturer i °C • månadsnederbörd i mm • Källa: World Meteorological Organisation (UN) | temperaturer i °C • månadsnederbörd i mm • Källa: World Meteorological Organisation (UN) | temperaturer i °C • månadsnederbörd i mm • Källa: World Meteorological Organisation (UN) | temperaturer i °C • månadsnederbörd i mm • Källa: World Meteorological Organisation (UN) | temperaturer i °C • månadsnederbörd i mm • Källa: World Meteorological Organisation (UN) | temperaturer i °C • månadsnederbörd i mm • Källa: World Meteorological Organisation (UN) | temperaturer i °C • månadsnederbörd i mm • Källa: World Meteorological Organisation (UN) | temperaturer i °C • månadsnederbörd i mm • Källa: World Meteorological Organisation (UN) | temperaturer i °C • månadsnederbörd i mm • Källa: World Meteorological Organisation (UN) | temperaturer i °C • månadsnederbörd i mm • Källa: World Meteorological Organisation (UN) |
|         | 165 8 2                                                                                  | 151 11 3                                                                                 | 150 15 5                                                                                 | 127 19 8                                                                                 | 102 24 13                                                                                | 78 28 16                                                                                 | 43 31 19                                                                                 | 74 31 18                                                                                 | 96 27 15                                                                                 | 151 21 11                                                                                | 200 15 7                                                                                 | 179 10 3                                                                                 |

Tidigare fanns flygplansfabriken "Soko", textilfabriken "Djuro Salaj", aluminiumfabriken "Aluminij", kylskåpsfabriken "Hekom", minibussfabriken "Hercegovina-Auto", cigarettfabriken "FDS", elektronikindustrin "UNIS" och många andra vilket gjorde att stadens arbetslöshet var cirka sex procent. Staden har ett universitet, "Dzemal Bijedić", och en internationell flygplats.

## Ruiner
En del av staden ligger fortfarande i ruiner efter kriget. Flera länder har bidragit med ekonomiskt stöd till samhället. Bland annat har Nederländerna hjälpt att bygga upp flera byggnader och Japan har skänkt ett antal bussar som ska fungera som regionala bussar.

## Kommunikationer
Vägen E73 går tvärs genom Mostar. Bussar går dagligen mellan Mostar och Sarajevo. Det finns en järnvägsstation i Mostar som trafikeras av tåg mellan Ploċe och Sarajevo och även trafikerar Mostars flygplats.
En 120 km lång motorväg mellan Sarajevo och Mostar är under konstruktion och beräknas bli klar 2025.

## Bilder

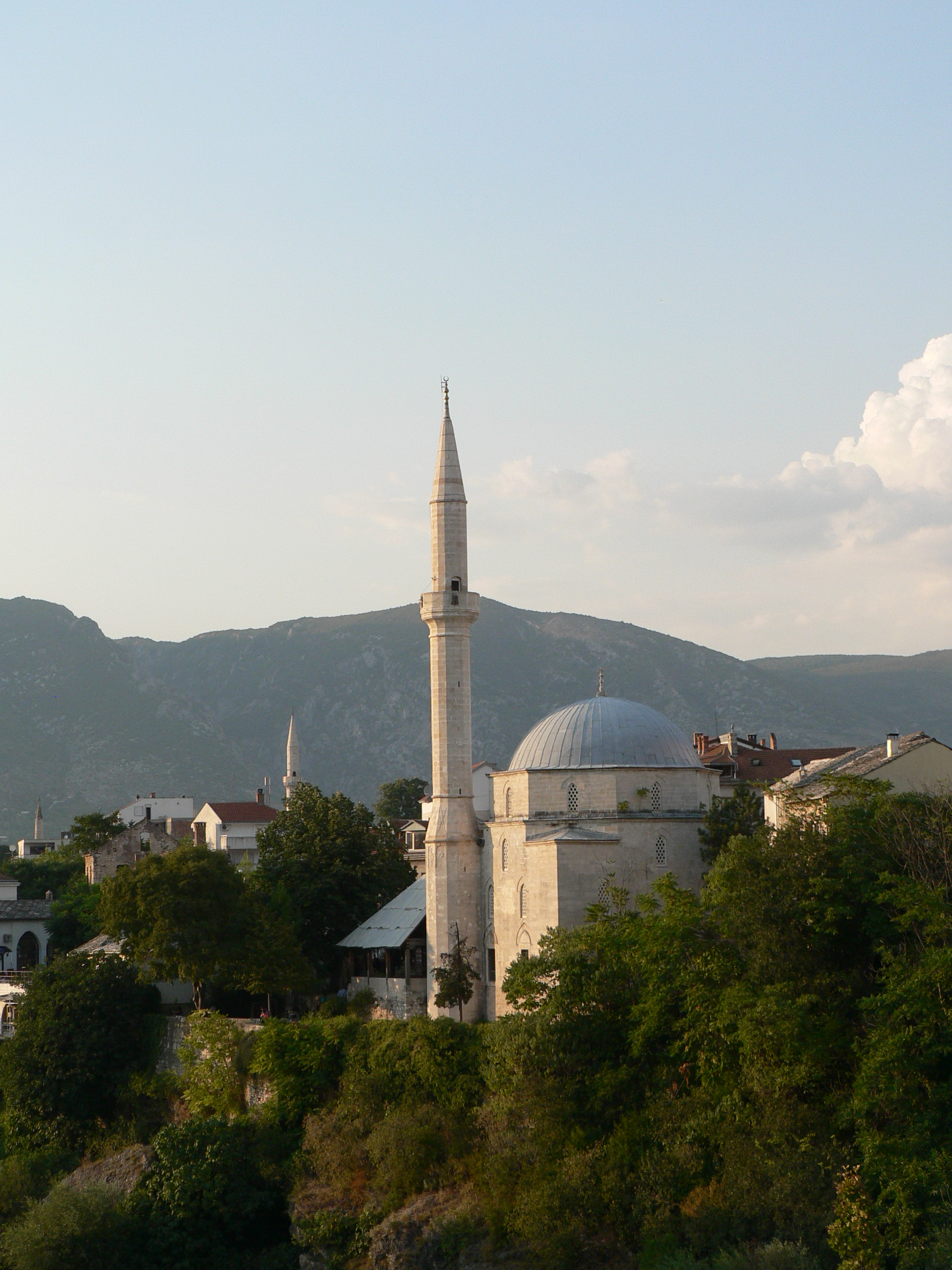
Koski Mehmed pasa-moskén.
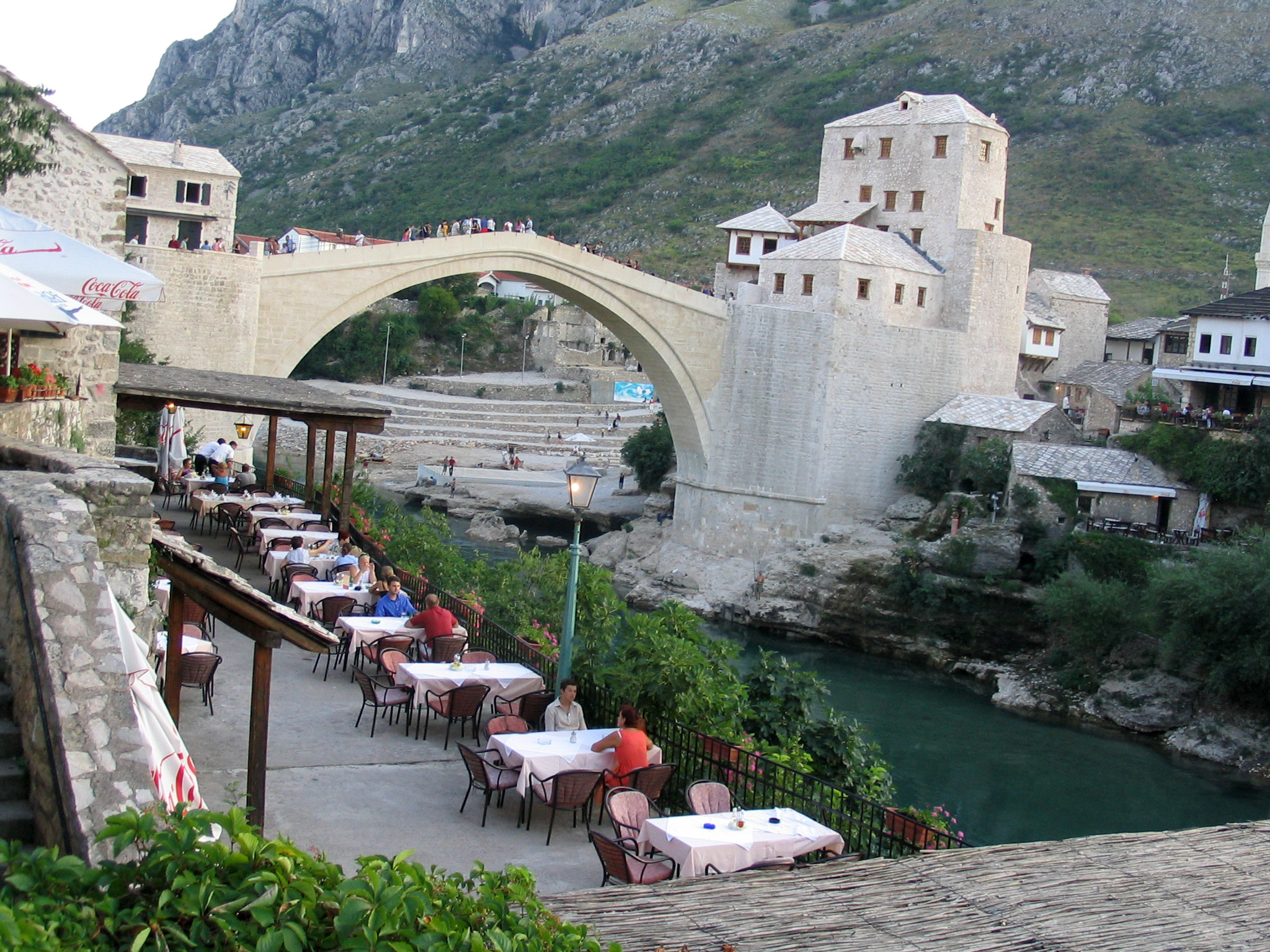
Stari most efter att den återuppbyggts 2004.
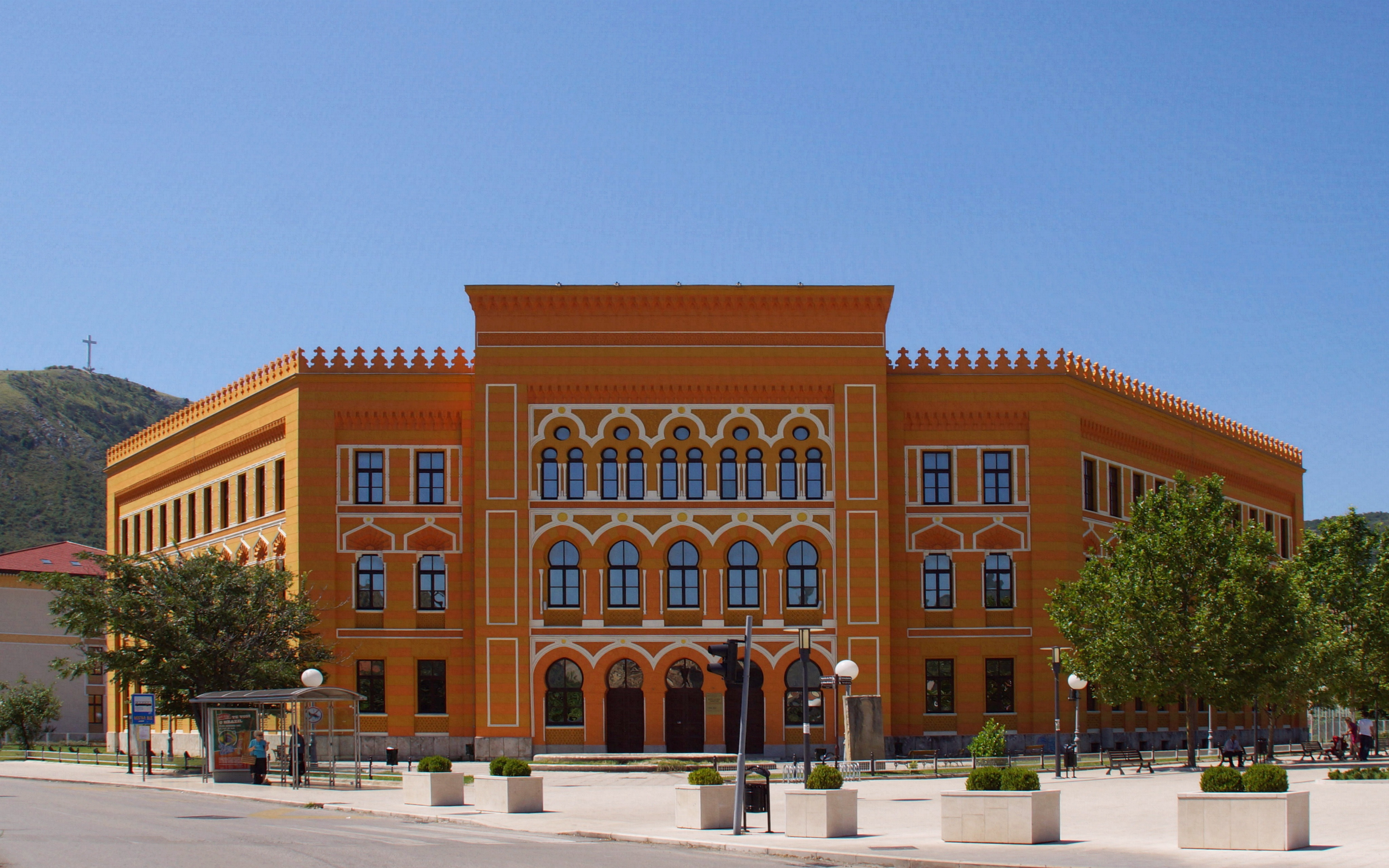
Gymnasiet Mostar (2014)